# Kapucini
Kapucíni (lat. Ordo Fraturum Minorum Capuccinorum = Red manjših bratov kapucinov), kratica (OFM Cap), so najmlajša veja manjših bratov Frančiška Asiškega. Predstavljajo eno izmed treh vej prvega (moškega) reda frančiškanov.
Kapucini so nastali leta 1525 zaradi različnega gledanja na zahtevo uboštva znotraj reda. Samostojnost reda je leta 1528 potrdil papež Klemen VII. Kapucini so živeli kot puščavniki, v uboštvu, nosili so brado in habit s kapuco. Od leta 1536 dalje je njihovo najpomembnejše delo pridiganje in spovedovanje. Red je največji razcvet dosegel v 18. stoletju.

## Izvor imena
Preprosto redovno oblačilo, katerega oblika spominja na Frančiškov križ tav, se zaključi s kapuco. Brate so poimenovali otroci, ki so začeli za njimi klicati »Kapucino, Kapucino!«.

## Kapucinski samostani na Slovenskem
Kapucini so prišli na ozemlje sedanje Slovenije pred dobrimi 400 leti, leta 1606. 
Na ozemlju, na katerem so živeli Slovenci, so bili kapucini v 17. stoletju največja in najštevilnejša redovna skupnost. Red se je na Slovenskem širil vse do jožefinskih reform, ko se je število bratov kapucinov prepolovilo. Svoje samostane so imeli v 14 krajih: Gorica (samostan ustanovljen 1591), Ljubljana (1606), Celje (1609), Maribor (1612), Radgona (1614), Ptuj (1615), Trst (1617), Koper (1621), Beljak (1629), Vipavski Križ (1637), Krško (1640), Kranj (1640), Celovec (1646), Novo mesto (1658) in Škofja Loka (1707).
Kapucinski samostani, ki so pokrivali slovensko ozemlje, so bili prvotno združeni v češko-avstrijsko-štajerski provinci, od leta 1608 v štajersko-ilirski provinci, od 1921 dalje v slovensko-hrvaški provinci, ter od 1967 v slovenski provinci s sedežem v Ljubljani.
Na ozemlju današnje Slovenije trenutno delujejo kapucinski samostani v Celju, Kančevcih, Škofji Loki, Vipavskem Križu in Ljubljani. Vseh kapucinov na Slovenskem je trenutno 35.

## Znani slovenski kapucini
Med kapucinskimi pridigarji in pisatelji so znani:
- Angelik iz Kranja
- Frančišek iz Gorice
- Hipolit Novomeški
- Janez Svetokriški

## Ostala kulturna dediščina
Kapucini so okoli leta 1610 v Ljubljani pričeli prirejati pasijonske procesije. Škofjeloški pasijon, ki ga je 1721 napisal Romuald Štanderski, je najstarejše ohranjeno dramsko delo v slovenščini.